# Sân vận động Luxembourg
Sân vận động Luxembourg (tiếng Pháp: Stade de Luxembourg) là sân vận động quốc gia của Luxembourg, nằm ở khu Gasperich của Thành phố Luxembourg. Đây là sân nhà của các đội tuyển rugby union và bóng đá quốc gia của Luxembourg. Sân được UEFA liệt kê là sân vận động hạng 4 của UEFA, cho phép sân tổ chức các trận đấu quốc tế. Công việc xây dựng sân vận động được diễn ra từ tháng 9 năm 2017 đến tháng 7 năm 2021, mặc dù sân dự định hoàn thành xây dựng vào năm 2019. Vào ngày 1 tháng 9 năm 2021, sân chính thức được khánh thành với trận đấu quốc tế đầu tiên giữa Luxembourg và Azerbaijan trong khuôn khổ vòng loại World Cup 2022. Lễ khánh thành sân vận động được diễn ra vào ngày 25 tháng 9 năm 2021. Sân vận động này thay thế cho Sân vận động Josy Barthel đã lỗi thời, hiện đang bị phá dỡ.

## Thiết kế và xây dựng
Thiết kế của sân vận động được vẽ ra bởi công ty kiến trúc địa phương Beng Architectes Associés kết hợp với Gerkan, Marg und Partner có trụ sở tại Hamburg, và được chọn từ tổng số 25 bản thiết kế của Bộ trưởng Thể thao Luxembourg và Thị trưởng thành phố Luxembourg vào tháng 9 năm 2014. Bản thiết kế và kế hoạch xây dựng cuối cùng đã được phê chuẩn bởi một cuộc bỏ phiếu nhất trí của các ủy viên hội đồng thành phố Luxembourg vào ngày 5 tháng 12 năm 2016.
Công việc giải phóng mặt bằng trên sân vận động bắt đầu vào tháng 3 năm 2017, và công việc xây dựng bắt đầu vào ngày 21 tháng 8 năm 2017. Lễ khởi công xây dựng chính thức, với sự có mặt của Thị trưởng Lydie Polfer được tổ chức vào ngày 18 tháng 9 năm 2017. Công trình dự kiến hoàn thành xây dựng vào tháng 10 năm 2019, với chi phí ước tính khi bắt đầu xây dựng là 61,1 triệu euro, trong đó Bộ Thể thao Luxembourg chi trả 40 triệu euro, phần còn lại là của chính quyền thành phố Luxembourg. Tuy nhiên, do sự chậm trễ trong xây dựng, thời gian dự kiến hoàn thành xây dựng sân được lùi lại cho đến năm 2020, trước khi được hoàn thành vào tháng 7 năm 2021. Chi phí xây dựng sân sau khi đã được điều chỉnh lên đến khoảng 80 triệu euro, và chính quyền thành phố Luxembourg phải chi trả cho việc vượt chi phí.

## Đặc điểm
Do vị trí của sân dọc theo đường cao tốc A6, sân vận động nằm dọc theo trục đông-tây, thay vì trục bắc-nam được sử dụng phổ biến hơn cho các sân vận động. Sân vận động này được thiết kế để có sức chứa 9.386 khán giả với chỗ ngồi được che phủ hoàn toàn cho các sự kiện thể thao và có thể chứa tới 15.000 khán giả cho các buổi hòa nhạc. Khán đài chính nằm dọc theo phía nam của mặt sân. Để đáp ứng hai mục đích của sân là tổ chức các trận đấu bóng đá và bóng bầu dục, cũng như thỉnh thoảng tổ chức các buổi hòa nhạc, sân vận động này sẽ được lắp đặt mặt sân cỏ hỗn hợp.

## Tên gọi
Vào tháng 7 năm 2020, trong một cuộc họp báo, tên gọi của sân được tiết lộ là "Sân vận động Luxembourg". Vào tháng 9 năm 2020, Hạ viện Luxembourg đã bác bỏ kiến nghị sửa đổi tên của sân vận động, trong đó có sử dụng tiếng Luxembourg.

## Giao thông công cộng
Sau khi hoàn thành tuyến xe điện mới của Thành phố Luxembourg vào năm 2023, sân vận động này sẽ được phục vụ bởi trạm dừng xe điện Cloche d'Or trong tương lai.
Một bãi đỗ xe với sức chứa 2.000 ô tô, đang được xây dựng đối diện với lối vào Route d'Esch của sân vận động, dự kiến hoàn thành vào giữa năm 2023.